# Grand Prix Formule 1 van Duitsland 2004
De Grand Prix Formule 1 van Duitsland 2004 werd gehouden op 25 juli 2004 op de Hockenheimring in Hockenheim.

## Uitslag
| Positie | Nummer | Rijder               | Team               | Ronden | Tijd/Opgave   | Startplaats | Punten |
| ------- | ------ | -------------------- | ------------------ | ------ | ------------- | ----------- | ------ |
| 1       | 1      | Michael Schumacher   | Scuderia Ferrari   | 66     | 1:23:54.848   | 1           | 10     |
| 2       | 9      | Jenson Button        | BAR-Honda          | 66     | +8.388        | 13          | 8      |
| 3       | 8      | Fernando Alonso      | Renault            | 66     | +16.351       | 5           | 6      |
| 4       | 5      | David Coulthard      | McLaren - Mercedes | 66     | +19.231       | 4           | 5      |
| 5       | 3      | Juan Pablo Montoya   | Williams-BMW       | 66     | +23.055       | 2           | 4      |
| 6       | 14     | Mark Webber          | Jaguar Racing      | 66     | +41.108       | 11          | 3      |
| 7       | 4      | Antônio Pizzonia     | Williams-BMW       | 66     | +41.956       | 10          | 2      |
| 8       | 10     | Takuma Sato          | BAR-Honda          | 66     | +46.842       | 8           | 1      |
| 9       | 11     | Giancarlo Fisichella | Sauber - Petronas  | 66     | +1:07.102     | 14          |        |
| 10      | 15     | Christian Klien      | Jaguar Racing      | 66     | +1:08.578     | 12          |        |
| 11      | 7      | Jarno Trulli         | Renault            | 66     | +1:10.258     | 6           |        |
| 12      | 2      | Rubens Barrichello   | Scuderia Ferrari   | 66     | +1:13.252     | 7           |        |
| 13      | 12     | Felipe Massa         | Sauber - Petronas  | 65     | +1 Ronde      | 16          |        |
| 14      | 17     | Olivier Panis        | Toyota             | 65     | +1 Ronde      | 9           |        |
| 15      | 19     | Giorgio Pantano      | Jordan-Ford        | 63     | +3 Rondes     | 17          |        |
| 16      | 21     | Zsolt Baumgartner    | Minardi - Cosworth | 62     | +4 Rondes     | 20          |        |
| 17      | 20     | Gianmaria Bruni      | Minardi - Cosworth | 62     | +4 Rondes     | 19          |        |
| DNF     | 18     | Nick Heidfeld        | Jordan-Ford        | 42     | Besturing     | 18          |        |
| DNF     | 16     | Cristiano da Matta   | Toyota             | 38     | Lekke band    | 15          |        |
| DNF     | 6      | Kimi Räikkönen       | McLaren - Mercedes | 13     | Achtervleugel | 3           |        |

## Wetenswaardigheden
- Eerste punten: Antônio Pizzonia.
- Laatste race: Cristiano da Matta.
- Rondeleiders: Michael Schumacher 54 (1-11; 16-29; 36-48; 52-67), Kimi Räikkönen 1 (12), Jenson Button 11 (13-15; 31-35; 49-51) en Fernando Alonso 1 (30).
- De achtervleugel van Kimi Räikkönen brak af tijdens de race, waardoor hij spinde en in de bandenstapels tot stilstand kwam.
- Marc Gené werd bij Williams vervangen door Antônio Pizzonia, die terugkeerde in de Formule 1 nadat hij werd ontslagen bij Jaguar na de Grand Prix van Groot-Brittannië 2003.
- Jenson Button had een vreemd probleem met zijn helm: het bandje om de helm op zijn plaats te houden zat los, waardoor deze telkens door de luchtverplaatsing omhoog werd getild. Op de rechte stukken hield Button de helm tegen met zijn hand. Desondanks reed de Brit een sterke race,  nadat hij vanaf plek 13 had moeten starten vanwege motorproblemen.

## Statistieken
| Snelste ronde | Kimi Räikkönen | McLaren - Mercedes | 1:13.780 |

## Noot
- Dit was de vijfde snelste ronde voor Kimi Räikkönen.

1931 · 1932 · 1934 · 1935 · 1936 · 1937 · 1938 · 1939 · 1951 · 1952 · 1953 · 1954 · 1956 · 1957 · 1958 · 1959 · 1961 · 1962 · 1963 · 1964 · 1965 · 1966 · 1967 · 1968 · 1969 · 1970 · 1971 · 1972 · 1973 · 1974 · 1975 · 1976 · 1977 · 1978 · 1979 · 1980 · 1981 · 1982 · 1983 · 1984 · 1985 · 1986 · 1987 · 1988 · 1989 · 1990 · 1991 · 1992 · 1993 · 1994 · 1995 · 1996 · 1997 · 1998 · 1999 · 2000 · 2001 · 2002 · 2003 · 2004 · 2005 · 2006 · 2008 · 2009 · 2010 · 2011 · 2012 · 2013 · 2014 · 2016 · 2018 · 2019